# Loco-Motion
Loco-Motion, también conocido como Guttang Gottong (ガッタンゴットン?), es un videojuego de Konami publicado en 1982, originalmente como arcade, y licenciado a Centuri. Es considerado como un ejemplo temprano de juego de puzle.